# Аносов, Павел Петрович
Па́вел Петро́вич Ано́сов (29 июня [10 июля] 1796, Тверь — 13 [25] мая 1851, Омск) — русский горный инженер, учёный-металлург, крупный организатор горнозаводской промышленности, исследователь природы Южного Урала, томский губернатор.

## Биография
Аносов был сыном мелкого служащего — Петра Васильевич Аносова (1766-1809) и Домны Львовны Собакиной (1773-1806).  
В возрасте 13 лет потерял отца: сиротами осталось малолетние дети — братья Павел и  Василий и две младших сестры — Мария и Александра. Сирот взял на воспитание их дед по матери — горный чиновник Лев Фёдорович Сабакин, служивший механиком на Камских заводах (Ижевском и Воткинском). 
Воспитывавшемуся в Горном Кадетском Корпусе на пенсионный Счёт Горного ведомства унтер-офицеру Павлу Аносову в том, что он по представленному при определении в Корпусе свидетельству есть сын коллежского асессора, от роду имеет 20 лет. Определён в Горный Кадетский Корпус 3 апреля 1810 года; произведён в Унтер-офицеры 12 октября 1816 года.
Поступил в низшие классы, потом переход в средние и верхние, обучился с успехами, отличными:
геогнозии, технологии, пробирному искусству, астрономии, горной механике, металлургии, горному искусству, ориктогнозии, физике, политэкономии, Естественному, Римскому и Уголовному правам;
весьма хорошими:
алгебре, геометрии, приложению алгебры к геометрии, дифференциальным и интегральным исчислениям, всеобщей и российской географии, всеобщей и российской истории, риторике, логике, российским сочинениям, поэзии, минералогии, бухгалтерии и черчению планов; 
хорошими:
химии, архитектуре, французскому языку и начальным основаниям латинского языка; изрядными: немецкому языку. Также обучался рисованию, танцеванию и фехтованию.
Во время пребывания в корпусе был поведения и благонравия примерного, за что, как и за успехи в науке, оказанные им на испытании в публичном собрании корпуса награждён был книгами, эстампами, большою золотою и серебряною медалями. Вследствие резолюции Г. министра финансов по предписании Департамента Горных и Соляных дел от 22 ноября сего года из Корпуса выпущен для определения в действующую Горную службу практикантом со старшинством с 7 августа сего 1817 года.
В 1810 году он определил Павла со старшим братом Василием в Петербургский горный кадетский корпус; Василий  (1795—1810)  вскоре умер. В корпусе были отмечены необыкновенные способности Павла, особая его склонность к математике, в которой он сделал отличные успехи, равно как и в прочих высших науках.
В 1817 году он был с отличием выпущен из горного корпуса практикантом на Златоустовские казённые заводы, и взял на своё попечение младших сестёр, двух девиц, из которых младшую вскоре отдал замуж. Другая, оставаясь девицей на момент смерти Павла Аносова, была «в болезненном состоянии у своих родных, на уральских заводах».

### Карьера в Златоусте
После окончания корпуса, с 1817 по 1847 годы он работал в Златоустовском горном округе:
- 1817—1819 — практикант;
- 1819—1821 — смотритель «украшенного отделения» оружейной фабрики;
- 1821—1824 — помощник управителя оружейной фабрики;
- 1824—1831 — управляющий этой оружейной фабрики;
- 1831—1847 — горный начальник и одновременно директор оружейной фабрики;
- 1847—1851 — начальник Алтайских горных заводов и Томский гражданский губернатор.

Первые практические шаги П. П. Аносова на заводе не были связаны с исполнением каких-либо определённых обязанностей. Он составляет подробнейшее описание оборудования, технологических процессов выплавки чугуна и передела его на сырцовую сталь и железо, изготовления важнейших изделий, а также горных работ, связанных с добычей сырья для завода. Труд П. П. Аносова «Систематическое описание горного и заводского производства Златоустовского завода», написанный им в 1819 году, наглядно показал все многообразие сложного хозяйства Златоустовского завода и был первым с момента основания завода.
В 1821 году Аносов предлагает усовершенствованную конструкцию цилиндрических воздуходувных мехов, за которую получает благодарность от Департамента горных и соляных дел. Применение этих мехов позволило увеличить подачу воздуха в металлургические агрегаты и улучшить их работу.
За шесть лет практической работы П. П. Аносов проходит путь от смотрителя по отделению украшенного оружия до управителя оружейной фабрики. В 1825 году он избирается корреспондентом Учёного комитета по горной и соляной части в Петербурге и членом Златоустовского горного учёного общества.
В это же время Аносов тщательно изучает литературу о дамасских клинках; собирает образцы оружия, испытывает их, сравнивает со златоустовским оружием и постепенно приходит к выводу, что упругость и острота дамасского клинка в значительной степени зависят от способа закалки. Это предположение он проверяет в ряде опытов и убеждается в его справедливости. Разработанный им новый способ закалки в «сгущённом воздухе» особенно наглядно подтвердил значение этого процесса для улучшения качества стальных изделий.
Добившись первых успехов, Павел Петрович в 1828—1829 годах продолжил исследование процесса закалки и сделал попытку выяснить влияние на металл отрицательных температур от −5 до −18° С. В истории металлургии это был первый опыт обработки металла холодом, нашедший в современной практике весьма широкое применение.
Аносов проводил также исследования по полировке клинков и подбору необходимых шлифовальных материалов. По его указанию были произведены поиски корундовых месторождений. В 1828 году такие месторождения были найдены невдалеке от Златоуста, и шлифовка клинков стала производиться корундовым порошком местного изготовления.
В 1831 году П. П. Аносов получает назначение на пост директора оружейной фабрики и главного начальника заводов Златоустовского горного округа. В 1833 году на 3-й выставке российских изделий в Петербурге Златоустовская оружейная фабрика демонстрировала 14 изделий из литой стали. В 1834 году за организацию отечественного производства высококачественных кос П. П. Аносов был избран действительным членом Московского общества сельского хозяйства.
По военным чинам за двадцатилетний срок Аносов дослужился из практиканта (подпоручика) до генеральского чина.
Об обстоятельствах смерти учёного:

В начале 1851 года в Сибирь для ознакомления с положением дел на Алтайских горных заводах приезжал сенатор Анненков. Павел Петрович выехал из Томска в Омск, чтобы его встретить. Не доехав восемнадцати верст до Омска, Аносов был застигнут бураном. Возок, в котором следовал Аносов со своим адъютантом, наехал на сугроб, опрокинулся на сторону, где сидел Аносов. Дверца возка раскрылась, и пассажиры выпали в сугроб. На Аносова упал его адъютант, и оба они были придавлены чемоданами. Под этой тяжестью они пролежали несколько часов, пока из Омска не догадались выслать людей и лошадей для их поисков.
Вскоре после того Павел Петрович почувствовал боль в горле. Несмотря на болезненное состояние, он всё же сопровождал Анненкова в его поездке по заводам, проводил его до Омска и здесь серьёзно расхворался. Обнаружились нарывы в горле, из которых третий и задушил его
— Дочь Аносова — Лариса Павловна Аносова

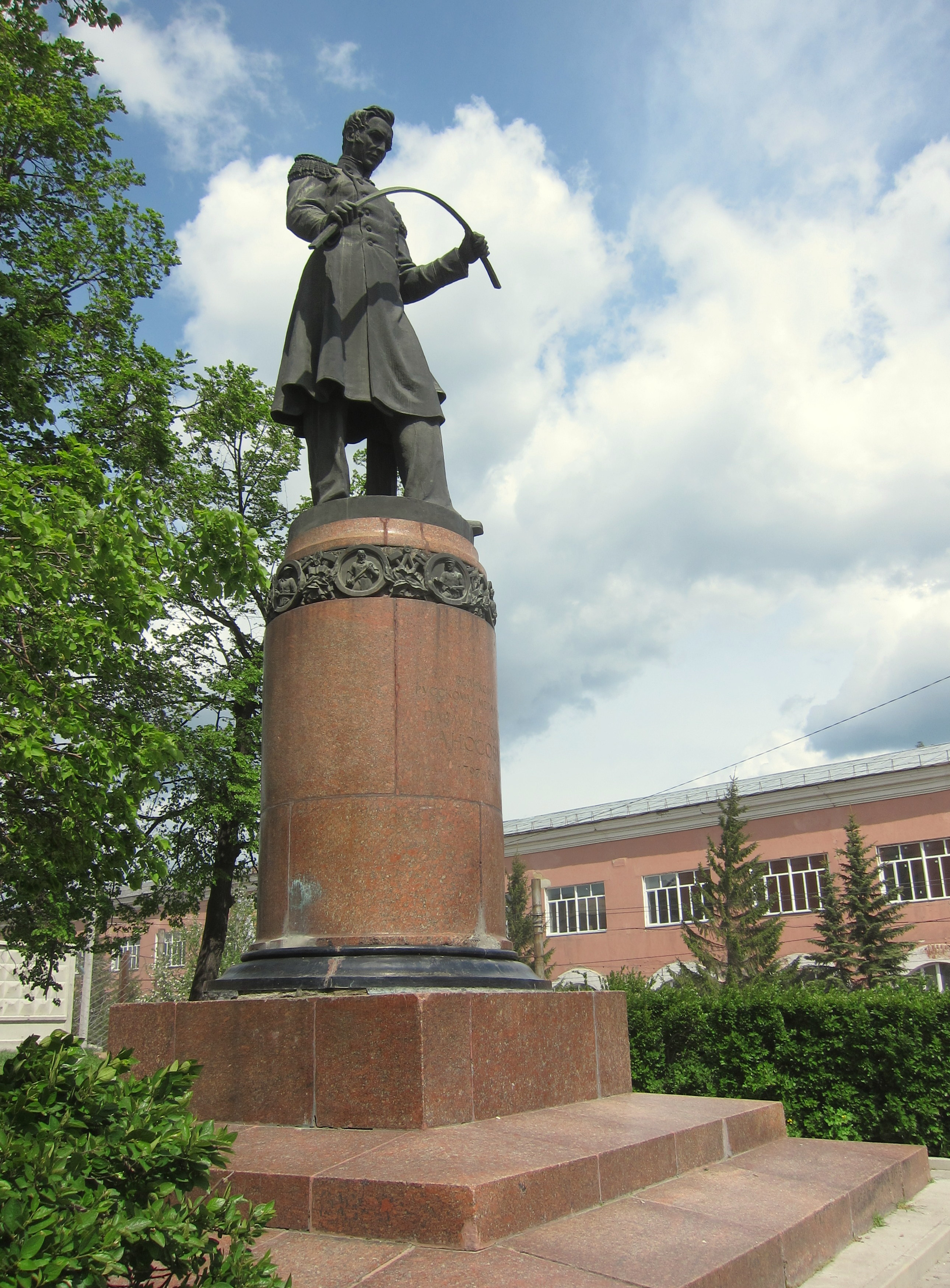
Памятник Аносову П. П. на площади III Интернационала в Златоусте

Похоронен на Бутырском кладбище в Омске, могила не сохранилась.

## Научная работа
Наиболее значительные достижения Аносова в области металлургии: В начале 1840-х годов в Златоусте он получил булатный узор — литую булатную сталь, из которой были созданы клинки, нисколько не уступающие по своим свойствам классическому оружию Древней Индии. Создание нового метода получения высококачественных сталей было проведено путём объединения науглероживания и плавления металла, разработка на основании этого метода технологии производства булата. Аносов создал классификацию булатов, разбив их по характеру рисунков на пять основных сортов: полосчатые, струистые, волнистые, сетчатые и коленчатые.
Лучшими свойствами, как установил Павел Петрович, обладали булатные клинки с коленчатым и сетчатым рисунком. Им значительно уступали булаты со струистым, волнистым и особенно полосчатым узором, когда «узор состоит преимущественно из прямых, почти параллельных линий». Таким образом, Аносовым была выявлена определённая зависимость между характером узора булата, который определялся кристаллическим строением металла, и его свойствами.
Аносов считается разработчиком способа газовой цементации стали.
П. П. Аносов стал первым металлургом, начавшим планомерное изучение влияния на сталь различных элементов. Он исследовал добавки золота, платины, марганца, хрома, алюминия, титана и других элементов и первым доказал, что физико-химические и механические свойства стали могут быть значительно изменены и улучшены добавками некоторых легирующих элементов. Аносов заложил основы металлургии легированных сталей.
Аносов описал технологию ковки и закалки для получения булата. В качестве закаливающей среды применял горячее сало.

Оружие всякого рода достаточно закаливать в сале, предварительно нагретом почти до точки кипения, ибо дознано из опытов, что в горячем сале закалка бывает твёрже.
— П. П. Аносов
Закалённые клинки подвергались отпуску, а затем точились, полировались и вытравливались для более чёткого выявления рисунка. Открытия П. П. Аносова нашли широкое применение в практике термической обработки металлов лишь в начале XX в. В 1837 году Павел Петрович изготовил первый булатный клинок. В последующие годы высококачественные изделия из булатной стали Аносова становятся широко известными далеко за пределами Златоуста. Они демонстрировались на отечественных и зарубежных промышленных выставках и везде вызывали всеобщее восхищение.
Аносов ввёл и другие новшества:
- впервые применил для исследования строения стали микроскоп (1831);
- заменил на фабрике вредное для здоровья ртутное золочение клинков гальваническим;
- предложил и испытал способ получения золота из золотосодержащих песков путём плавления в доменных печах[22];
- усовершенствовал золотопромывальную машину и другие заводские устройства.

Предложил использовать доменную печь для извлечения золота, будучи начальником горного округа златоустовских заводов. На миасских промыслах работала золотопромывочная машина его конструкции. Исследуя существующие способы извлечения золота, он выяснил, что при промывке золотых песков добывали в 131 раз меньше золота, чем его содержалось фактически в песках. Как выход, им был разработан метод добычи золота путём доменной плавки золотосодержащих песков. В процессе плавки золото переходит в чугун, где его можно извлечь путём растворения металла в серной кислоте. Опытные плавки дали выход золота в 28 раз больше, чем при обычной промывке.
Эти опыты, проведённые в 1837 году, впечатлили императора Николая I и его окружение, которые поручили Аносову чаще докладывать об успехах проводимых им исследований.
Однако новый начальник заводов уральского хребта, приехавший в Екатеринбург, Владимир Андреевич Глинка вместо помощи усомнился в изобретателе, считая его заносчивым выскочкой, как и многие недоброжелатели горного инженера. Лично явившись в Златоуст для ревизии опытов, фактически отстранил автора изобретения от дела. Состав песков не был проверен, плавку вели без контроля, посему в дальнейшем продвижении метода отказали, несмотря на то, что впоследствии Аносов, не согласный с действиями комиссии, продолжил опыты и отправил в декабре 1837 года в монетный двор пять пакетов с золотом, добытым методом доменной переплавки золотонесущего песка.
Этими опытами П. П. Аносова интересовались во Франции и даже в Египте, однако это дело изобретателя чиновники не дали довести до конца.
Исследуя окрестности Златоуста, Аносов сделал детальное описание геологического строения этой части Южного Урала, составил геологический разрез по линии Златоуст-Миасс, описал месторождения многих полезных ископаемых Златоустовского Урала (термин введён Аносовым).
Легенду о тайне булата

Недавно мне друг рассказал.

Будто б Аносов когда-то

Внезапно покинул Урал,

Солидным уже инженером

Бродил в чужедальнем краю.

Вела его воля и вера,

Быть может, в удачу свою.

Весь путь в приключеньях,

Как в сказке,

Сражался, спасался, любил

И будто в далеком Дамаске

Он тайну булата добыл…

Не знаю — откуда узнали

Все это…

Не верю им я:

Раскрыта в старинном журнале

Аносовская статья.

Читаю своими глазами,

Что он наш Урал не бросал,

Что тайну булата годами

На нашем заводе искал,

И тайну добыл не в Дамаске,

А в здешних плавильных печах.

Талантами Русь богата

И вот, старики говорят,

Что сталь дамасских булатов

Рассек уральский булат
Дело Аносова продолжил русский учёный Павел Матвеевич Обухов, основатель крупного производства литой стали и стальных орудийных стволов.

## Научные труды и награды
Учёные труды Аносова публиковались, главным образом, в «Горном журнале», корреспондентом которого вместе с инженером Порозовым по Златоустовскому округу он был избран в 1825 году — в год основания журнала. Наиболее крупные работы Аносова:
- «Геогностические наблюдения над Уральскими горами, лежащими в округе Златоустовских заводов» (1826);
- «Об опытах закалки стальных вещей в сгущённом воздухе» (1829);
- «Геогностические наблюдения в округе Златоустовских заводов и в местах прилегающих к оным» (1834);
- «О приготовлении литой стали» (1837);
- «О булатах» (1841).

Все эти работы впервые опубликованы в «Горном журнале».
Заслуги Аносова были отмечены разными наградами:
- Орден святой Анны 3-й степени, был получен лично от императора Александра I 28 сентября 1824 года;
- Орден Станислава 2-й степени;
- Орден святой Анны 2-й степени;
- Орден Владимира 3-й степени;
- различные государственные и общественные денежные награды и премии;
- золотая медаль Московского общества сельского хозяйства;
- Казанский университет избрал его своим членом-корреспондентом.

## Семья и память об Аносове

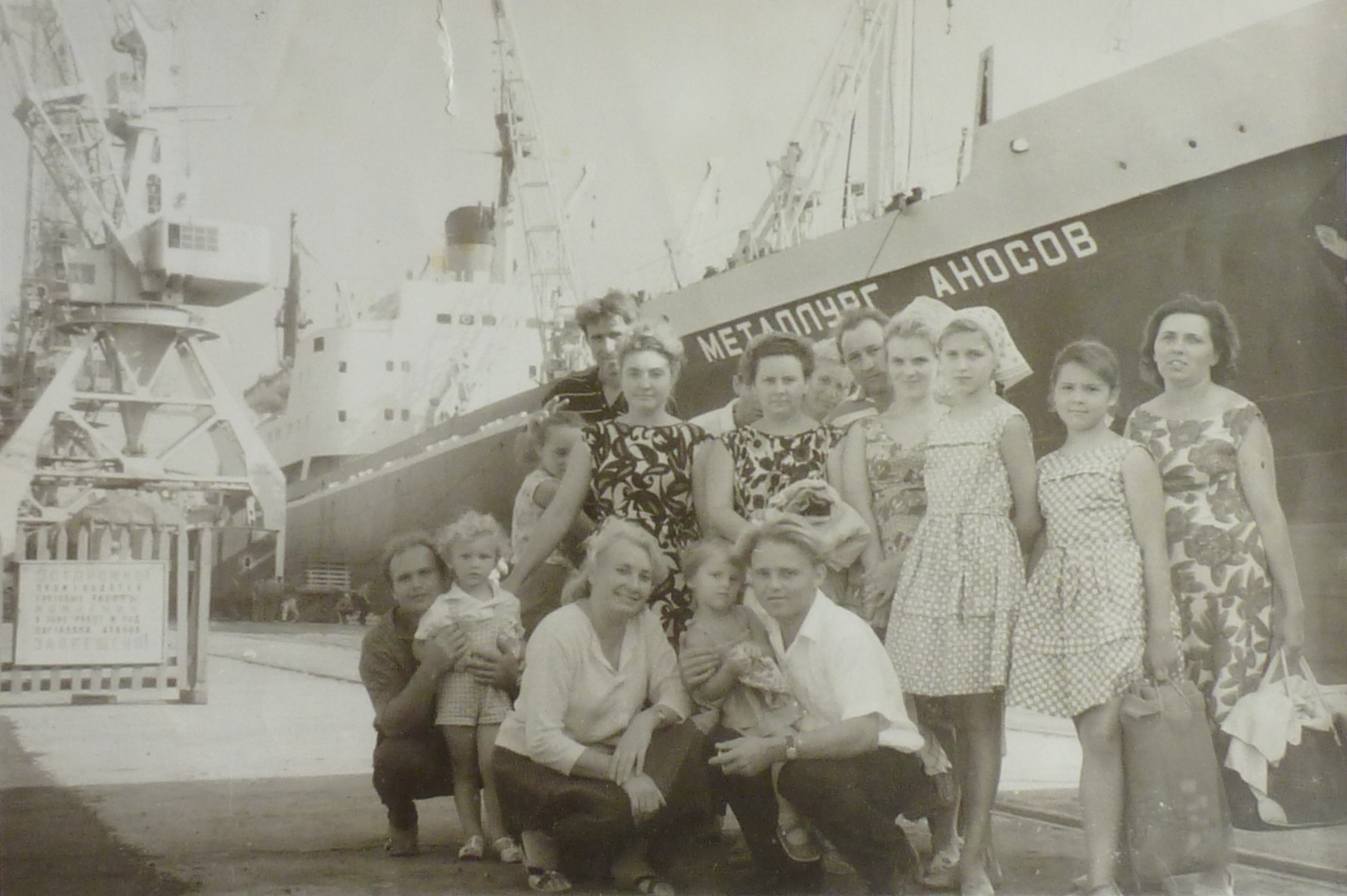
Турбоход «Металлург Аносов», некоторые члены экипажа и их семьи. 1964 год.

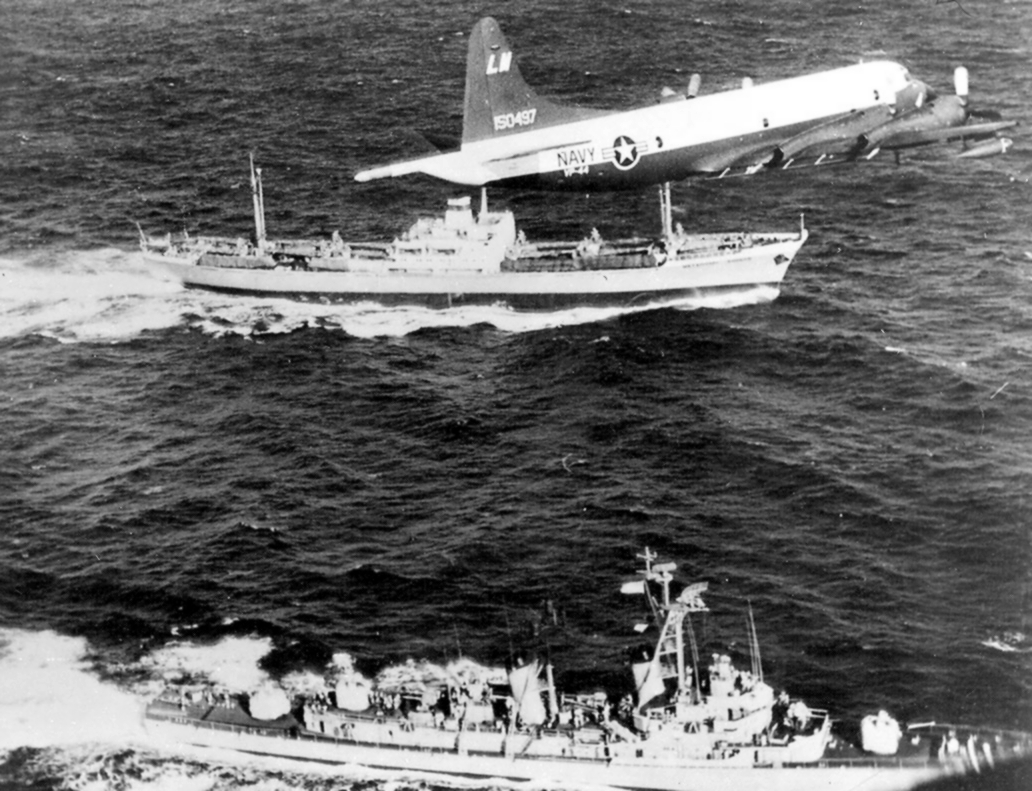
Советское торговое судно «Металлург Аносов» (блокадный бегун) идёт курсом на Кубу. Параллельным курсом идёт эсминец ВМС США Barry (DD-933), над ними пролетает самолёт Lockheed P-3A-20-LO «Orion» (BuNo 150497) VP-44. Карибский кризис, 10 ноября 1962 года. Фото с самолёта ВМС США, Национальный музей морской авиации США.

Сестра Аносова Александра жила в его семье и стала крестной матерью его сына и дочери.
Сестра — Мария в 1822  году вышла замуж за горного инженера Фердинанда Богдановича Грасгофа (1798–1852). В семье было пятеро детей — Мария (род. в 1823), Надежда (род. в 1825), Юлия (род. в 1826), Александра (род. в 1829), Николай (1833—1833) — служил на Урале, помощник начальника Гороблагодатских заводов.
Жена (с 1830) — Анна Кононовна, урожд. Нестеровская (сестра Я.К.Нестеровского). 
Большая часть детей при жизни отца были отданы для образования в разные столичные учебные заведения, а сыновья преимущественно в горный институт:
- Александр Павлович Аносов (1832—после 1892). Окончил Корпус горных инженеров. Проводил геологические изыскания в Олонецкой губернии. В 1859 году Александр Аносов открыл богатейшее месторождение магнетитов у Пудож-горы на Онежском озере, в 1892 году — залежи железного блеска по реке Кутим, известные как железные прииски Колчина, Аносова и Щеголихина.
  - Его дочери: Вера и Елизавета. Муж Веры — Ф.А.Усольцев.
- Николай Павлович Аносов (1833—1890). В один год со старшим братом Александром окончил Корпус горных инженеров. Поступил на службу в Нерчинский завод. Исследовал горные богатства Амурского края. Открыл золотые россыпи в верховьях Амура. Стал основателем золотых промыслов в Восточной Сибири и на Дальнем Востоке. Н.П. Аносов применил на практике специальную поисковую методику, позволяющую определить первичные геологические предпосылки формирования узлов россыпной золотоносности. Открытый Николаем Павловичем золотоносный район в Приамурье давал в 1870–1890-е годы до 1/5 всего российского золота. В Амурской области, там, где в 1866 году Н.П. Аносов открыл золото, находится поселок и станция Аносовская. Его жена — Софья Александровна Панфилова, дочь адмирала А.И.Панфилова.
- Петр Павлович Аносов (1835–?) получил образование в Школе гвардейских подпрапорщиков и кавалерийских юнкеров. Посвятил себя военной службе.
- Павел Павлович Аносов (1838–1888) закончил Императорский Александровский лицей. Служил чиновником в канцелярии Главного правления Восточной Сибири, побывал в Северной Америке. В Калифорнии познакомился с гидравлическим способом промывки золотоносных песков и стал его пропагандистом. Изобрел новый аппарат для промывки золота. После продажи Россией Аляски вместе с братом Николаем Павел вел успешные поиски золота в Приамурье.
- Алексей Павлович Аносов (1841–1897). После окончания Санкт-Петербургского Лесного института Алексей Павлович прошел путь от местного до губернского лесничего, выказав «усердие в исполнении своих обязанностей». В 1877 году А.П. Аносов стал управляющим лесной частью Алтайского горного округа. А в 1882 году в результате попытки устранить недостатки в работе своего округа, А.П. Аносов был отстранен от должности и на основании доноса передан под суд. Томский губернский суд принял в отношении Аносова оправдательное решение, однако «отрешение от должности» отменено не было. Увольнение от службы лишило Алексея Павловича и его семью средств к существованию. Материально поддерживал в это время Алексея его старший брат Николай. В последние годы жизни А.П. Аносов был членом акционерного общества «Сахалин» (по добыче угля) и опекуном детей, умершего к тому моменту брата Николая.

Дочери П.П.Аносова: 
Мария (1831—после 1912), Ольга (1836, ум. в детстве), Лариса (1840—1917); ее муж — Михаил Ипполитович Аболтин (1821–1888), отставной военный офицер, статский чиновник, чиновник Корпуса лесничих. Детей у супругов не было. Анна (1843), в замуж. Иванова (1-й брак), затем — Экеблад. Наталья (1845), в замуж. Яновская
После смерти П.П.Аносова его вдова решила поставить на могиле в Омске приличный надгробный памятник, для чего назначила от себя посильную сумму, чтобы изготовить этот памятник на Екатеринбургской гранильной фабрике, управляемой одним из ближайших товарищей Аносова. Но все прочие товарищи и знакомцы согласились немедленно сделать пожертвование на сооружение покойному наилучшего памятника, исполнение чего приняли на себя некоторые из его близких товарищей.
Высшее начальство выделило пособие осиротевшему семейству, оно состояло из пенсии вдове и обязательствам по обучению детей покойного.
В советское время Совет министров СССР 15 ноября 1948 года издал постановление «Об увековечивании памяти великого русского металлурга П. П. Аносова», на основании которого:
- Аносов П. П. Собрание сочинений. — М.: Изд-во АН СССР. 1954 год[25].
- в Златоусте сооружён памятник Аносову работы московских скульпторов А. П. Антропова и Н. Л. Штамм и архитектора Т. Л. Шульгиной (1954);
- его имя присвоено Златоустовскому индустриальному техникуму;
- установлены персональные стипендии для студентов в двух институтах и Златоустовском техникуме им. П. П. Аносова;
- учреждена премия за лучшую работу в области металлургии, присуждаемая Академией наук один раз в три года;
- труды Аносова изданы отдельным сборником.

Имя Аносова носят улицы в разных городах:
- Москва: Улица Аносова
- Златоуст: Улица Аносова
- Липецк: Улица Аносова
- Челябинск: Улица Аносова в Металлургическом районе
- Мариуполь: переулок Аносова.
- Омск: Улица Аносова в Амурском посёлке. В центре города на месте, где когда-то находилось кладбище, где был похоронен Аносов на здании по улице Чернышевского, дом 2/1, установлена чугунная мемориальная доска с портретом металлурга.
- Алма-Ата (Алматы): Улица Аносова в Алмалинском районе

Также именем Павла Петровича названа станция Аносово, расположенная на железнодорожной линии Златоуст — Уфа в 10 км от станции Златоуст.
Кроме того, Аносов был изображён на «сепаратистской» купюре в 10 уральских франков 1991 года.
В честь Павла Петровича Аносова названо село Аносово Шимановского района Амурской области.
Павлу Аносову посвящена пьеса драматурга Константина Васильевича Скворцова «Отечество мы не меняем»

### Турбоход «Металлург Аносов»
29 сентября 1962 года Херсонский судостроительный завод закончил постройку, наладочные испытания и сдал Черноморскому морскому пароходству турбоход «Металлург Аносов» относящийся к серии судов «Ленинский Комсомол». Из 25 судов типа «Ленинский Комсомол» только турбоход «Металлург Аносов» был назван именем учёного, да ещё и губернатора царских времён. Из этой серии судов, 4 были названы именами учёных-металлургов: «Металлург Байков»; «Металлург Курако»; «Металлург Бардин»; «Металлург Аносов». Первое судно этой серии получило название «Ленинский Комсомол». Во время вывоза ракет с Кубы в октябре 1962 года американские газеты упоминали и расписывали ситуацию с этим судном больше, чем ситуации с другими 8 советскими суднами, вывозившими ракеты. В 1986 году судно сдано на слом.
Марки и печатные издания о турбоходе «Металлург Аносов»:
- Марка, выпущенная в 2008 г. На этой марке Металлург Аносов, а не Металлург Курако, так как Металлург Курако не вывозил ракеты с Кубы обратно в СССР. Ошибка в описании марки видимо возникла потому, что в США хорошо знали однотипный пароход Металлург Курако заходивший в порты в США, а Металлург Аносов никогда в США не был.
- Марка, выпущенная в 2013 г.

## Галерея

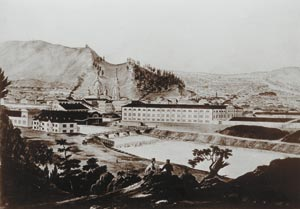
Златоустовский металлургический завод. Гравюра середины XIX века, вид с горы Косотур
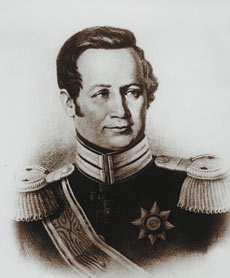
Павел Петрович Аносов в чине генерал-майора. Портрет 1851 года
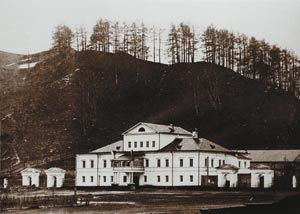
Дом Горного начальника, в котором П. П. Аносов жил в 1831—1847 годах